# Lebesgue-maat
In de maattheorie, een deelgebied van de wiskunde, is een lebesgue-maat, vernoemd naar de Franse wiskundige Henri Lebesgue, de standaardmanier om een lengte, een oppervlakte of een volume, in het algemeen een maat, aan deelverzamelingen van de euclidische ruimte toe te kennen, overeenkomstig het gewone gebruik van deze termen. De lebesgue-maat van een interval is dus z'n gewone lengte, een rechthoek heeft als maat z'n oppervlakte als lengte maal breedte en een balk (blok) heeft z'n volume, dus lengte maal breedte maal hoogte als maat. Ook in hogere dimensies is de lebesgue-maat van het analogon van een rechthoek of balk, de hyperrechthoek, het product van de lengten van de ribben. De lebesgue-maat is door deze eigenschap eenduidig bepaald. Het begrip wordt door de gehele reële analyse gebruikt, in het bijzonder om de lebesgue-integratie te definiëren. Verzamelingen waaraan een maat kan worden toegekend, worden lebesgue-meetbaar genoemd en het volume of de maat van een lebesgue-meetbare verzameling {\displaystyle A} wordt meestal aangeduid met {\displaystyle \lambda (A)}. Een lebesgue-maat kan ∞ zijn, en ook zijn er onder de veronderstelling van het keuzeaxioma niet-meetbare verzamelingen, waaronder deelverzamelingen van een reëel interval.
Het "vreemde" gedrag van niet-meetbare verzamelingen wordt geïllustreerd door de banach-tarskiparadox.

## Geschiedenis
Henri Lebesgue beschreef de lebesgue-maat in 1901 en het jaar daarna de lebesgue-integraal. Beide begrippen werden in 1902 als onderdeel van zijn proefschrift gepubliceerd.

## Voorbeelden
- De lebesgue-maat van een gesloten interval {\displaystyle [a,b]} is z'n de lengte {\displaystyle b-a}. Het open interval {\displaystyle (a,b)} heeft dezelfde maat, aangezien het verschil tussen de twee verzamelingen maat nul heeft.
- Het cartesisch product van de intervallen {\displaystyle [a,b]} en {\displaystyle [c,d]} is een rechthoek met lebesgue-maat gelijk aan de oppervlakte {\displaystyle (b-a)(d-c)} van deze rechthoek.
- De cantorverzameling is een voorbeeld van een overaftelbare verzameling die lebesgue-maat nul heeft.

## Eigenschappen
De lebesgue-maat op {\displaystyle \mathbb {R} ^{n}} heeft de volgende eigenschappen:
1. Als de hyperrechthoek {\displaystyle A} het cartesisch product is van de intervallen {\displaystyle I_{1},I_{2},\ldots ,I_{n}}: {\displaystyle A=I_{1}\times I_{2}\times \ldots \times I_{n}}, dan is {\displaystyle A} lebesgue-meetbaar en is de maat van {\displaystyle A} gelijk aan het product van de lengten van de intervallen: {\displaystyle \lambda (A)=|I_{1}|\cdot |I_{2}|\cdot \ldots \cdot |I_{n}|}. Hier staat {\displaystyle |I|} voor de lengte van het interval {\displaystyle I}.
2. Als {\displaystyle A} een disjuncte vereniging van eindig veel of aftelbaar veel disjuncte lebesgue-meetbare verzamelingen, dan is {\displaystyle A} zelf lebesgue-meetbaar en is {\displaystyle \lambda (A)} gelijk aan de som (of oneindige reeks) van de maten van de betrokken meetbare verzamelingen.
3. Als {\displaystyle A} lebesgue-meetbaar is, dan is het complement van {\displaystyle A} dit ook.
4. {\displaystyle \lambda (A)\geq 0} voor elke lebesgue-meetbare verzameling {\displaystyle A}.
5. Als {\displaystyle A} en {\displaystyle B} lebesgue-meetbaar zijn en {\displaystyle A} is een deelverzameling van {\displaystyle B}, dan is {\displaystyle \lambda (A)\leq \lambda (B)}. Dit volgt uit 2, 3 en 4.
6. Aftelbare verenigingen en doorsneden van lebesgue-meetbare verzamelingen zijn lebesgue-meetbaar. Dit volgt niet uit 2 en 3, omdat een familie van verzamelingen die gesloten is onder complementen en disjuncte telbare verenigingen, niet gesloten hoeft te zijn onder aftelbare verenigingen, zoals te zien is aan: {\displaystyle \{\emptyset ,\{1,2,3,4\},\{1,2\},\{3,4\},\{1,3\},\{2,4\}\}}.
7. Als {\displaystyle A} een open of gesloten deelverzameling is van {\displaystyle \mathbb {R} ^{n}} (of zelfs een 
borel-verzameling, zie metrische ruimte), dan is {\displaystyle A} lebesgue-meetbaar.
8. Als {\displaystyle A} een lebesgue-meetbare verzameling is, dan is {\displaystyle A} "bij benadering open" en "bij benadering gesloten" in de zin van een lebesgue-maat (zie de regelmatigheidssteling voor de lebesgue-maat).
9. Een lebesgue-maat is zowel een lokaal eindige als een inwendig regelmatige maat, en is dus een Radon-maat.
10. Een lebesgue-maat is strikt positief op een niet-lege open verzameling, en daarom is de drager het geheel van {\displaystyle \mathbb {R} ^{n}}.
11. Als {\displaystyle A} een lebesgue-meetbare verzameling is met {\displaystyle \lambda (A)=0} (een nulverzameling), dan is elke deelverzameling van {\displaystyle A} ook een nulverzameling. A fortiori is elke deelverzameling van {\displaystyle A} meetbaar.
12. Als {\displaystyle A} lebesgue-meetbaar is en {\displaystyle x} is een element van {\displaystyle \mathbb {R} ^{n}}, dan is de translatie van {\displaystyle A} over {\displaystyle x}, gedefinieerd door {\displaystyle A+x=\{a+x|a\in A\}} ook lebesgue-meetbaar en heeft deze dezelfde maat als {\displaystyle A}.
13. Als {\displaystyle A} lebesgue-meetbaar is en {\displaystyle \delta >0}, dan is de uitzetting van {\displaystyle A} door {\displaystyle \delta } gedefinieerd door {\displaystyle \delta A=\{\delta x:|x\in A\}} ook lebesgue-meetbaar en heeft deze de maat {\displaystyle \delta ^{n}\lambda (A)}.
14. Meer in het algemeen, als {\displaystyle T} een lineaire transformatie is en {\displaystyle A} een meetbare deelverzameling van {\displaystyle \mathbb {R} ^{n}}, dan is {\displaystyle T(A)} ook lebesgue-meetbaar en heeft de maat {\displaystyle \lambda (T(A))=|\det(T)|\,\lambda (A)}.

De veertien bovenstaande punten kunnen als volgt beknopt worden samengevat:
"De lebesgue-meetbare verzamelingen vormen een σ-algebra die alle producten van intervallen bevat en waar λ de unieke volledige translatie-invariante maat is op deze σ-algebra met {\displaystyle \lambda ([0,1]\times [0,1]\times \cdots \times [0,1])=1}."
De lebesgue-maat heeft verder de eigenschap dat hij σ-eindig is.

## Nulverzamelingen
Een deelverzameling van {\displaystyle \mathbb {R} ^{n}} is een nulverzameling, als zij voor elke {\displaystyle \varepsilon >0} kan worden bedekt met aftelbaar veel producten van {\displaystyle n} intervallen, waarvan het totale volume ten hoogste gelijk is aan {\displaystyle \varepsilon }. Alle aftelbare verzamelingen zijn ook nulverzamelingen.
Als een deelverzameling van {\displaystyle \mathbb {R} ^{n}} een hausdorff-dimensie heeft van minder dan {\displaystyle n} dan is deze deelverzameling een nulverzameling met betrekking tot de {\displaystyle n}-dimensionale lebesgue-maat. De hausdorff-dimensie is hier relatief ten opzichte van de euclidische metriek van {\displaystyle \mathbb {R} ^{n}}, of enig ander metrische Lipschitz-equivalent daarvan. Aan de andere kant kan een verzameling een topologische dimensie minder dan {\displaystyle n} hebben en toch een positieve {\displaystyle n}-dimensionale lebesgue-maat hebben. Een voorbeeld hiervan is de Smith-Volterra-Cantor-verzameling die een topologische dimensie 0 heeft en tegelijkertijd ook een positieve eendimensionale lebesgue-maat.
Om te laten zien dat een gegeven verzameling {\displaystyle A} lebesgue-meetbaar is, probeert men gewoonlijk om een "mooiere" verzameling {\displaystyle B} te vinden, die alleen van {\displaystyle A} verschilt door een nulverzameling, in de zin dat het symmetrische verschil {\displaystyle (A-B)\cup (B-A)} een nulverzameling is. Men laat vervolgens zien dat {\displaystyle B} kan worden gegenereerd door gebruik te maken van aftelbare verenigingen en doorsnedes van open of gesloten verzamelingen.

## Constructie van de lebesgue-maat
De moderne constructie van de lebesgue-maat, gebaseerd op de uitwendige maten, is ingevoerd door Carathéodory. De constructie gaat als volgt.
In {\displaystyle n\in \mathbb {N} } dimensies wordt het "volume" {\displaystyle \operatorname {vol} (B)} van de  hyperrechthoek {\displaystyle B\subseteq \mathbb {R} ^{n}} van de vorm 
{\displaystyle B=\prod _{i=1}^{n}[a_{i},b_{i}]},
waarin {\displaystyle b_{i}\geq a_{i}} gedefinieerd als het product {\displaystyle \prod _{i=1}^{n}(b_{i}-a_{i}).}
Voor enige deelverzameling {\displaystyle A} van {\displaystyle \mathbb {R} ^{n}} wordt de uitwendige maat {\displaystyle \lambda ^{*}(A)} gedefinieerd door:
{\displaystyle \lambda ^{*}(A)=\inf {\Bigl \{}\sum _{j\in J}\operatorname {vol} (B_{j}){\Bigr \}}},
waarin het infimum genomen is over alle aftelbare collecties van hyperrechthoeken {\displaystyle \{B_{j}|j\in J\}} waarvan de vereniging {\displaystyle A} overdekt.
De verzameling {\displaystyle A} is dan lebesgue-meetbaar als voor alle deelverzamelingen {\displaystyle S\subset \mathbb {R} ^{n}}
{\displaystyle \lambda ^{*}(S)=\lambda ^{*}(A\cap S)+\lambda ^{*}(S-A)}
Deze lebesgue-meetbare verzamelingen vormen een σ-algebra en de lebesgue-maat wordt gedefinieerd door {\displaystyle \lambda (A)=\lambda ^{*}(A)} voor enige lebesgue-meetbare verzameling {\displaystyle A}.
Volgens de stelling van Vitali bestaat er een deelverzameling van de reële getallen {\displaystyle \mathbb {R} } die niet lebesgue-meetbaar is. Het is zelfs sterker: als {\displaystyle A} enige deelverzameling van {\displaystyle \mathbb {R} ^{n}} is met een positieve maat, dan heeft {\displaystyle A} deelverzamelingen die niet lebesgue-meetbaar zijn.

## Relatie tot andere maten
De borelmaat komt op de verzamelingen waarvoor hij is gedefinieerd, overeen met de lebesgue-maat. Er zijn echter veel meer lebesgue-meetbare verzamelingen dan er borel-meetbare verzamelingen zijn. De borelmaat is translatie-invariant, maar de borelmaat is niet volledig.
De haar-maat kan worden gedefinieerd op elke lokaal compacte topologische groep en is een veralgemening van de lebesgue-maat ({\displaystyle \mathbb {R} ^{n}} met de operatie optellen is een lokaal compacte groep).
De hausdorffmaat is een veralgemening van de lebesgue-maat, die nuttig is voor het meten van de deelverzamelingen van {\displaystyle \mathbb {R} ^{n}} van lagere dimensies dan {\displaystyle n}, zoals deelvariëteiten, bijvoorbeeld, oppervlakken of krommen in {\displaystyle \mathbb {R} ^{3}} en fractale verzamelingen.

## Voetnoten
1. ↑  Henri Lebesque, "Intégrale, longueur, aire", 1902, Université de Paris